# Conflitos entre Lagas e Uma
Os conflitos entre as cidades-estados sumérias de Uma e Lagas são os eventos históricos mais antigos dos quais temos registros na forma de fontes diretas, ainda mais referentes a uma guerra. Essas fontes, compostas por dezoito inscrições reais, são tendenciosas, pois são inscrições deixadas pelos governantes de Lagash, encontradas durante as escavações do sítio de Telo, a antiga Guirsu, capital religiosa do estado de Lagas. Esses diferentes episódios ocorreram ao longo de um período de cerca de dois séculos e meio, entre 2 600 e 2 350 a.C..

## Origens do antagonismo
Lagas e Uma são duas cidades-estados vizinhas na terra da Suméria, separadas por cerca de 30 quilômetros e com relações tensas. Assim que as primeiras inscrições históricas aparecem, os traços de conflito estão presentes. Mais do que um único conflito, é um conjunto de guerras ao longo de dois séculos (um século bem atestado) provocadas por rivalidades territoriais.
Os reinos de Uma e Lagas são muito próximos, estando Uma localizado rio acima de Lagas, em um braço do sistema fluvial que atravessa a terra da Suméria nessa época. Essa proximidade incômoda foi desde muito cedo um fator de conflito. Sabemos de fontes posteriores que um conflito entre as duas cidades eclodiu por volta de 2 600 a.C.. Tinha por aposta um território localizado na fronteira dos dois Estados, o GU.EDEN.NA (lit.  "A borda da planície"), área de cultivo irrigado. Sem dúvida, a posse deste território e sua irrigação por Uma incomodaram Lagas, porque seu vizinho do norte garantiu assim o controle das águas que fluíam em direção ao seu reino. Argumentou-se que esta série de conflitos seria a primeira “guerra da água" da história, mas na verdade o único objetivo já mencionado nos textos que o documentam é a posse do território disputado. Devemos também sublinhar o caráter excepcional deste conflito fronteiriço, sendo os Estados emergentes neste período muito raramente contíguos e muito escassamente povoados.
Na época do primeiro confronto conhecido por volta de 2 600 a.C., as duas cidades recorreram à arbitragem do rei de Quis, Mesilim, que então exercia hegemonia sobre a Baixa Mesopotâmia. Ele decidiu a favor de Lagas, que os governantes desta cidade não cessaram de lembrar para provar sua legitimidade para controlar o GU.EDEN.NA. A menção mais antiga dessa arbitragem é feita por Ur-Nanse de Lagas, que reinou por volta de 2 500 a.C.. Este teve então que derrotar o rei de Uma, prova de que esta cidade não pretendia respeitar a decisão de Mesilim. Essa situação não durou muito, pois Acurgal, sucessor de Ur-Nanse, sofreu uma derrota frente a Us de Uma, e perdeu o GU.EDEN.NA.

## Vitória de Eanatum

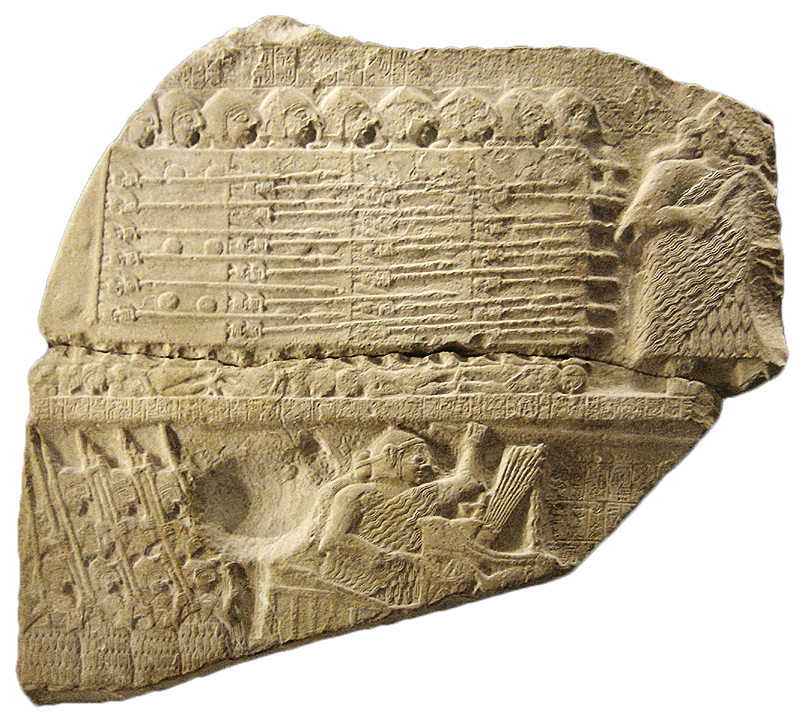
Detalhe da Estela dos Abutres: as tropas de Lagas.

O sucessor de Acurgal, Eanatum, ascende ao trono de Lagas depois que tropas do Reino de Hamazi (no atual Irã) derrotam o exército de Ur, encerrando seu domínio sobre a Suméria. O conflito com Umma continua sob seu governo, em torno do território de GU.EDEN.NA. Este ficou sob o controle do rei Us de Uma durante o reinado de Acurgal, e Eanatum fez questão de recuperá-lo. Parece, no entanto, que o rei de Lagas primeiro afirmou seu poder repelindo as tropas de Hamazi. A guerra com Umma recomeçou depois disso, e a vitória de Lagas foi, ao que parece, completa. Eanatum a comemorou em um famoso monumento, a Estela dos Abutres, que atualmente se encontra no Museu do Louvre, em Paris.
Esta estela tem duas faces, representando o exército de Lagas esmagando o de Uma, e a divindade tutelar de Lagas, Ninguirsu, apoiando Eanatum em sua ação militar. Este monumento também tem uma inscrição, que é a primeira da história. Eanatum descreve a violência com que derrotou o exército inimigo para assumir o GU.EDEN.NA. O governante de Uma, Enacale, teve que jurar por seis deuses diferentes pagar tributo ao rei de Lagas para que seus homens pudessem trabalhar nas terras de GU.EDEN.NA. Esta é a solução escolhida por Eanatum para resolver o conflito, e seus sucessores fazem o mesmo. Assim, eles garantiram a cobrança de taxas de tributo significativas. Mas esta solução não resolveu o problema de forma duradoura. Na verdade, isso apenas aumentou o ressentimento dos umaítas, e qualquer recusa em pagar a taxa de tributo poderia constituir um casus belli.

## Os conflitos seguintes

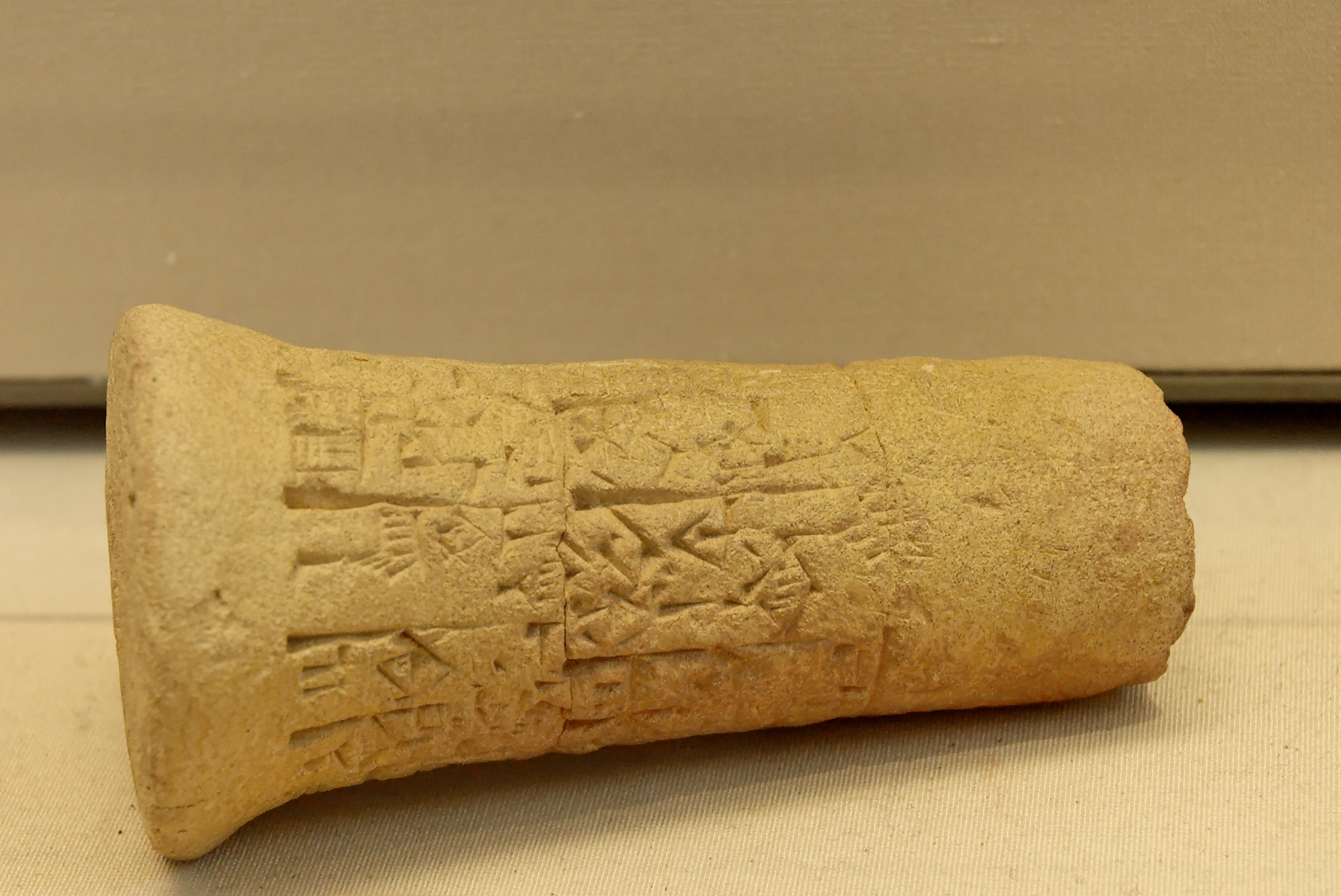
Prego da fundação com o tratado de paz entre Entemena de Lagas e Lugalquiguindudu de Uruque,, no Museu do Louvre.

Eannatum foi o governante mais poderoso de seu tempo. Após sua vitória contra Uma, segue-se a formação de uma coalizão reunindo muitos reinos inimigos, sobre a qual ele triunfa. Lagas está então em seu pico. Após sua morte, os reis de Uma continuam a reivindicar o GU.EDEN.NA. Ur-Luma, depois seu sucessor Ila, assume o controle do território, provocando a eclosão de um conflito que termina com a derrota de Lagas, sendo seu rei Enanatum I morto durante a batalha.
O filho de Enanatum I, Entemena, imediatamente ascendeu ao trono, respondeu e esmagou o exército de Uma. Ele recuperou a posse do GU.EDEN.NA e empreendeu uma série de trabalhos de irrigação naquele lugar. Ele comemorou sua façanha em uma inscrição gravada em um cone de argila, o cone de Entemena. Ele relembra o longo conflito entre Lagas e Uma, relembrando a arbitragem de Mesalim, que confirma que ele está certo, assim como a vitória de Enanatum. Entemena é o último grande governante de Lagas por muito tempo. Ele conseguiu, em particular, obter vitórias contra o rei de Uruque, Lugalquiguindudu, antes de assinar um tratado com ele fortalecendo sua posição política no país da Suméria.

## A vitória de Lugalzaguesi
Os sucessores de Entemena não conseguiram manter sua forte posição na Suméria, mas o conflito com Uma então experimentou um hiato. Os governantes de Uruque se tornam a maior potência ao longo da primeira metade do século XXIV a.C.. Em meados desse mesmo século, um usurpador ascendeu ao trono de Lagas, Urucaguina. Ele afirma em uma inscrição ter restaurado a boa ordem em seu país, eliminando a iniquidade que ali reinava. Foi também sob seu reinado que o conflito com Uma recomeçou. O novo rei desta cidade, Lugalzaguesi, faria de sua cidade a maior potência política de seu tempo. Ele obteve uma vitória contra Urucaguina, que, muito raramente, relatou isso em uma inscrição onde amaldiçoou seu inimigo, listando os crimes perpetrados por Lugalzaguesi contra ele. Este último, porém, não se preocupa com o rei de Lagas e multiplica as vitórias permitindo-lhe submeter todos os reinos do sul da Mesopotâmia.

## Epílogo: as conquistas de Sargão da Acádia
A vitória de Lugalzaguesi é o ato final do conflito secular entre Uma e Lagas, que é a personificação mais conhecida das rivalidades opondo as cidades-estados desse período. Este conflito opondo duas cidades muito próximas em torno da posse de um território e canais de irrigação é um exemplo típico das guerras que opunham os micro-Estados desta época. Nenhum dos lados pode garantir uma vitória duradoura, cada guerra não oferecendo nenhuma solução duradoura e levando inexoravelmente à revanche.
A estrutura da cidade-estado parece bloqueada por esse tipo de rivalidade neste momento. Uma nova era então aparece com o advento em Quis de Sargão da Acádia, que derrota Lugalzaguesi por volta de 2 340 a.C. e garante a hegemonia no sul da Mesopotâmia. Mas, em vez de se ater à estrutura tradicional da cidade-estado, ele fundou um império, incorporando suas conquistas a uma vasta entidade territorial, da qual Uma e Lagas são agora apenas componentes dentre outros.